# Arbetets museum
Arbetets museum är ett svenskt museum i Norrköping. Det ligger i den gamla fabriksbyggnaden Strykjärnet på ön Laxholmen mitt i Motala ström. Museet invigdes i december 1991. Museet är en stiftelse bildad av de fackliga centralorganisationerna LO och TCO, studieförbunden ABF och Sensus samt Kooperativa förbundet (KF).

## Museets inriktning
Museet är ett nationellt centralmuseum med uppgift att bevara och berätta om arbete och vardagsliv. Det har bland annat utställningar om arbetets villkor och industrisamhällets historia. Museet är även känt för att lyfta fram genusperspektiv i sina utställningar.
Arbetets museum dokumenterar arbete och vardagsliv genom att samla in personliga berättelser, om bland annat människors yrkesliv från både dåtid och nutid..  I museets arkiv finns ett rikt material av minnesinsamlingar och dokumentationsprojekt – över 2600 intervjuer, berättelser och fotodokumentationer har samlats in sedan museet öppnade.
Museet är även ett stöd till landets cirka 1 500 arbetslivsmuseer som är gamla arbetsplatser som bevarats för att förmedla sin historia. Arbetets museum är självt ett arbetslivsmuseum i och med att byggnaden Strykjärnet som verksamheten finns i byggdes för Holmens bomullsväveri som använde huset 1917–1962.

## Utställningar
Arbetets museum visar utställningar som pågår över flera år, men även kortare utställningar – bland annat flera fotoutställningar på teman som går att knyta till arbets- och vardagsliv.

### Historien om Alva
Historien om Alva Karlsson är den enda utställningen i museet som är permanent. Utställningen knyter an till museets byggnad Strykjärnet och dess historia som en del i textilindustrin i Norrköping. Alva arbetade som rullerska mellan åren 1927 och 1962.

### Industriland
Ett av museets tidsmässigt långvariga utställningar är Industriland – när Sverige blev modernt, Utställningen pågick åren 2007–2013 och bestod bland annat av ett löpande band med olika föremål som på något sätt var betydelsefulla både för arbetsliv och vardag under perioden 1930–1980. Utställningen bestod även av presentationer av de arbetslivsmuseer som finns i Sverige samt av ett antal rum med teman som "fritid, världen, bo och konsumtion".

### Framtidsland

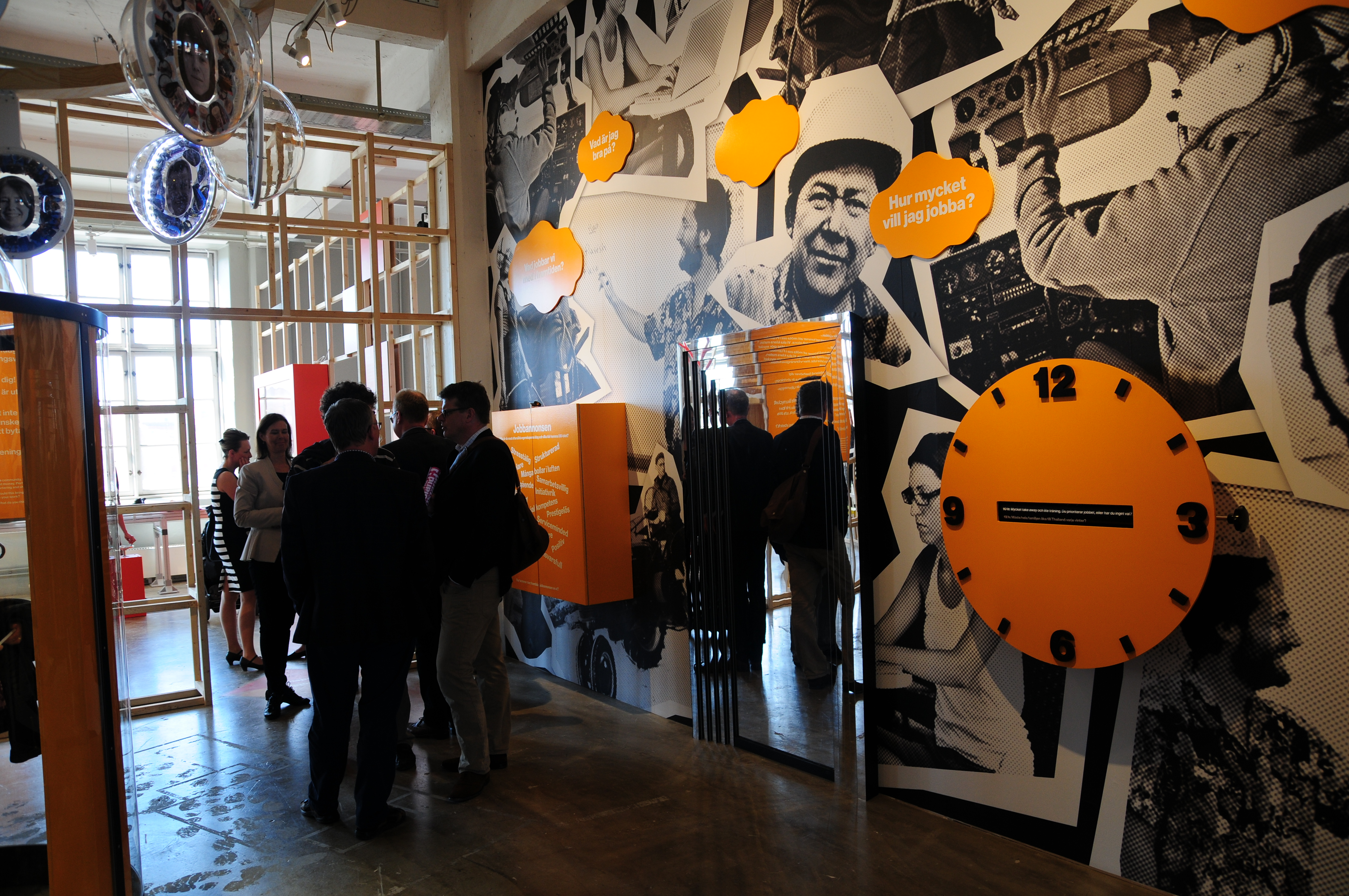
Utställningen Framtidsland Arbetets Museum, Norrköping.

2014 invigdes den utställning som tar vid där Industriland slutar: Framtidsland. Det är en utställning som undersöker vad ett hållbart samhälle betyder; den kommer att vara en del av museets utställningar till 2019. Utställningen består av material som är gestaltat utifrån samtal mellan ungdomar och forskare runt om i Sverige. Utställningen tar upp teman som arbete, miljö och vardagsliv. En turnéversion av utställningen ges i orterna Falun, Kristianstad och Örebro. 

### EWK - Centrum för politisk illustrationskonst
Sedan 2009 inrymmer även museet EWK - Centrum för politisk illustrationskonst som är baserat på satirtecknaren EWK:s bildskatt. Museet bevarar, utvecklar och förmedlar den politiska illustratören Ewert Karlssons produktion. Museet rymmer även temautställningar med nationella och internationella politiska illustratörer med syftet att belysa och förstärka den politiska illustrationskonsten.

### Fotoutställningar - ett urval[9]
1. Tro, hopp och kärlek - om sjömanstatueringar, 2014
2. Kokvinnorna, 2013-2014
3. Värsta schlagern, 2013
4. Push - gemenskap och identitet på gränsen, 2012
5. Sverige från ovan, 2010

## Dokumentärfotopriset
Sedan 2001 har Arbetets museum delat ut Dokumentärfotopriset för bildverksamhet med dokumentär inriktning. Bland pristagarna återfinns fotografer som Lars Tunbjörk (2003), Elisabeth Ohlson Wallin (2007), Helena Blomqvist (2009) och Roger Turesson 2014. Sedan 2014 utdelas även pris för ”årets eldsjäl”, år 2016 till fotohistorikern Eva Dahlman.